# مطار رينو تاهو الدولي
 مطار رينو تاهو الدولي (بالإنجليزية: Reno–Tahoe International Airport) (إياتا: RNO، إيكاو: KRNO، معرف الموقع إف إيه إيه: RNO) هو مطار دولي يقع في مدينة رينو، في مقاطعة واشو، نيفادا، الولايات المتحدة. وهو ثاني أكثر المطارات التجارية ازدحامًا في الولاية بعد مطار هاري ريد الدولي في لاس فيغاس. سمي المطار على اسم مدينة رينو بولاية نيفادا وبحيرة تاهو. يتم التحكم في المجال الجوي لمطار رينو تاهو بواسطة مركز مراقبة حركة مرور طريق شمال كاليفورنيا TRACON وأوكلاند الجوي.

## شركات الطيران والوجهات

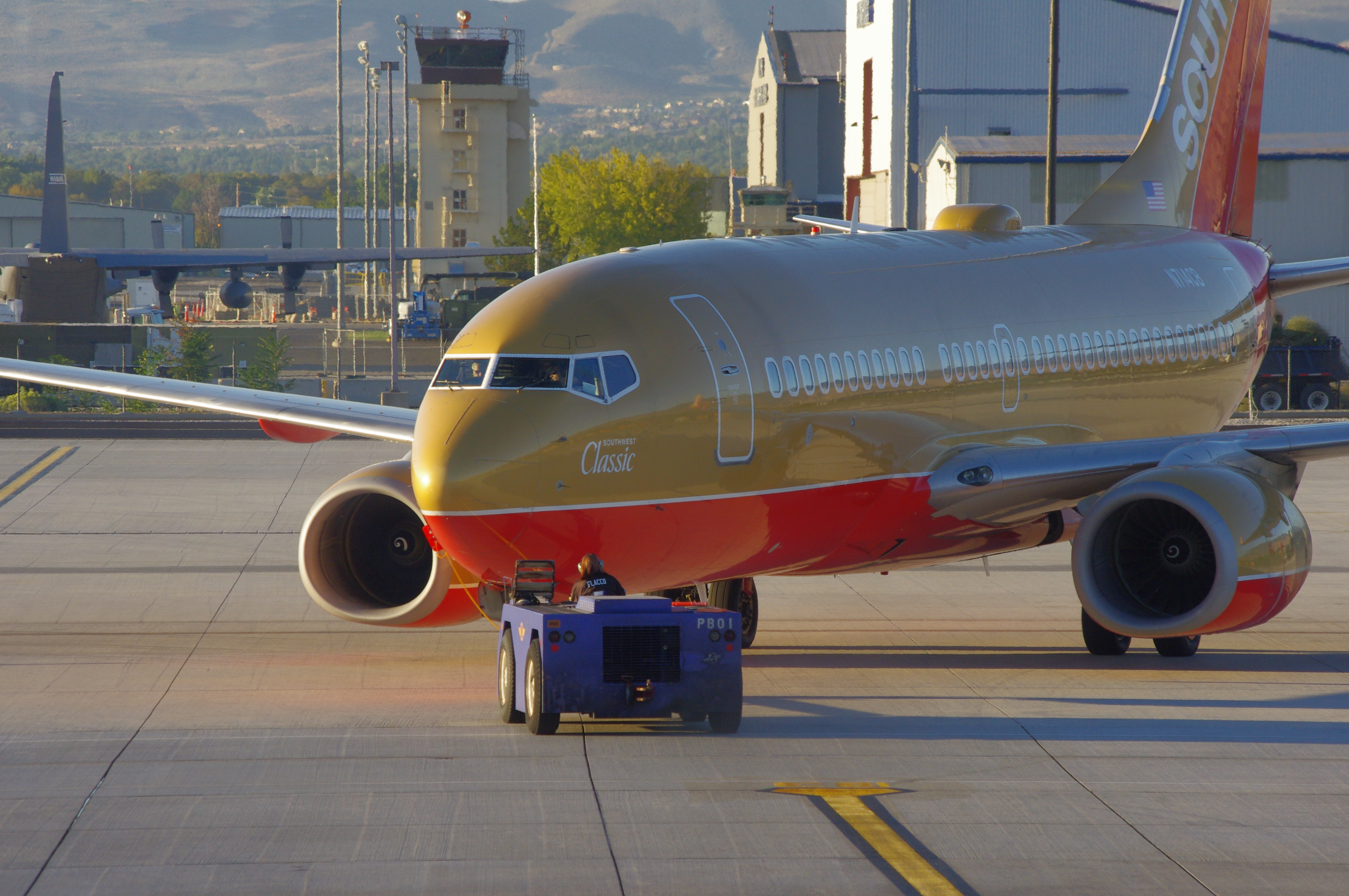
طائرة خطوط ساوث ويست الجوية من نوع بوينغ 737 الجيل القادم بالمطار

| شركـات طيـران           | الوجهات |
| ----------------------- | --- |
| خطوط آلاسكا الجوية      | مطار بورتلاند الدولي، مطار سياتل تاكوما الدولي موسمي: مطار لوس أنجلوس الدولي |
| أليجانت للطيران         | مطار هاري ريد الدولي (تنتهي في 7 يناير 2024) |
| الخطوط الجوية الأمريكية | مطار أوهير الدولي (تستأنف في 5 يونيو 2024)، مطار دالاس فورت ورث الدولي، مطار فينيكس سكاي هاربر الدولي |
| إمريكان إيغل            | مطار أوستن برغستروم الدولي، مطار فينيكس سكاي هاربر الدولي موسمي: مطار لوس أنجلوس الدولي |
| خطوط دلتا الجوية        | مطار هارتسفيلد جاكسون (تستأنف في 7 يونيو 2024)، مطار سولت ليك سيتي الدولي موسمي: مطار منيابولس سانت بول الدولي |
| Delta Connection        | مطار لوس أنجلوس الدولي، مطار سولت ليك سيتي الدولي |
| خطوط جيت بلو الجوية     | مطار لوس أنجلوس الدولي موسمي: مطار جون إف كينيدي الدولي |
| JSX                     | Burbank، Orange County ‏ |
| New Pacific Airlines    | Ontario (CA) ‏ (تبدأ في 16 نوفمبر 2023) |
| خطوط ساوث ويست الجوية   | Burbank، مطار دنفر الدولي، مطار هاري ريد الدولي، Long Beach ‏، مطار لوس أنجلوس الدولي، مطار أوكلاند الدولي (الولايات المتحدة)، مطار فينيكس سكاي هاربر الدولي، مطار سان دييغو الدولي، مطار سان خوسيه الدولي موسمي: مطار ميدواي الدولي، Dallas–Love |
| خطوط سبيريت الجوية      | مطار هاري ريد الدولي |
| خطوط بلاد الشمس الجوية  | موسمي: مطار منيابولس سانت بول الدولي |
| الخطوط الجوية المتحدة   | مطار دنفر الدولي، مطار سان فرانسيسكو الدولي موسمي: مطار أوهير الدولي، مطار جورج بوش الدولي |
| United Express          | مطار دنفر الدولي، مطار لوس أنجلوس الدولي، مطار سان فرانسيسكو الدولي موسمي: مطار أوهير الدولي |
| Volaris                 | مطار غوادالاخارا الدولي |

| خريطة الوجهات |
| --- |
| Reno مطار أوستن برغستروم الدولي مطار أوهير الدولي مطار ميدواي الدولي Dallas–Love مطار دالاس فورت ورث الدولي مطار دنفر الدولي مطار جورج بوش الدولي مطار هاري ريد الدولي مطار منيابولس سانت بول الدولي مطار جون إف كينيدي الدولي مطار فينيكس سكاي هاربر الدولي مطار بورتلاند الدولي مطار سولت ليك سيتي الدولي مطار سياتل تاكوما الدولي مطار هارتسفيلد جاكسون الوجهات المحلية (باستثناء كاليفورنيا) من مطار رينو تاهو الدولي · أحمر = منتظمة · أخضر = موسمية · أزرق = مستقبلية |
| Reno Burbank Long Beach ‏ مطار لوس أنجلوس الدولي مطار أوكلاند الدولي (الولايات المتحدة) Orange County ‏ مطار سان دييغو الدولي مطار سان فرانسيسكو الدولي مطار سان خوسيه الدولي Ontario الوجهات المحلية في كاليفورنيا من مطار رينو تاهو الدولي · أحمر = منتظمة · أخضر = موسمية · أزرق = مستقبلية |
| مطار غوادالاخارا الدولي الوجهات الدولية |

## الإحصائيات

### أهم الوجهات
| الرتبة | المدينة                       | الركاب  | الناقل                                    |
| ------ | ----------------------------- | ------- | ----------------------------------------- |
| 1      | مطار هاري ريد الدولي          | 466,000 | أليجانت، فورنتير، سيبريت، ساوث ويست       |
| 2      | مطار دنفر الدولي              | 281,000 | ساوث ويست، المتحدة                        |
| 3      | مطار فينيكس سكاي هاربر الدولي | 246,000 | الأمريكية، ساوث ويست                      |
| 4      | مطار لوس أنجلوس الدولي        | 203,000 | آلاسكا، دلتا، جيت بلو، ساوث ويست، المتحدة |
| 5      | مطار دالاس فورت ورث الدولي    | 176,000 | الأمريكية                                 |
| 6      | مطار سولت ليك سيتي الدولي     | 124,000 | دلتا                                      |
| 7      | مطار سياتل تاكوما الدولي      | 110,000 | آلاسكا                                    |
| 8      | مطار سان فرانسيسكو الدولي     | 104,000 | المتحدة                                   |
| 9      | مطار سان دييغو الدولي         | 84,000  | ساوث ويست                                 |
| 10     | Long Beach، California ‏       | 71,000  | ساوث ويست                                 |

### أكبر شركات الطيران
| الرتبة | الناقل                  | الركاب    | الحصة  |
| ------ | ----------------------- | --------- | ------ |
| 1      | خطوط ساوث ويست الجوية   | 1,899,000 | 44.14% |
| 2      | الخطوط الجوية الأمريكية | 608,000   | 14.14% |
| 3      | الخطوط الجوية المتحدة   | 466,000   | 10.84% |
| 4      | SkyWest Airlines        | 455,000   | 10.58% |
| 5      | خطوط سبيريت الجوية      | 188,000   | 4.38%  |
| 6      | آخرى                    | 685,000   | 15.92% |

### عدد الركاب السنوي
شاهد source Wikidata query and sources.
| السنة | الركاب    | التغيير |  | السنة | الركاب    | التغيير |
| ----- | --------- | ------- |  | ----- | --------- | ------- |
| 2006  | 5,000,663 | –       |  | 2016  | 3,650,830 | ▲6.3%   |
| 2007  | 5,044,087 | ▲0.87%  |  | 2017  | 4,015,305 | ▲10.0%  |
| 2008  | 4,434,638 | ▼12.08% |  | 2018  | 4,210,095 | ▲4.8%   |
| 2009  | 3,755,935 | ▼15.30% |  | 2019  | 4,450,673 | ▲5.7%   |
| 2010  | 3,822,485 | ▲1.8%   |  | 2020  | 2,006,420 | ▼54.9%  |
| 2011  | 3,754,155 | ▼1.8%   |  | 2021  | 3,623,458 | ▲80.6%  |
| 2012  | 3,479,122 | ▼7.3%   |  | 2022  | 4,310,958 | ▲19.0%  |
| 2013  | 3,431,986 | ▼1.4%   |  |       |           |         |
| 2014  | 3,298,915 | ▼3.9%   |  |       |           |         |
| 2015  | 3,432,657 | ▲3.9%   |  |       |           |         |